# Echinocereus
Echinocereus je rod kaktusů, obvykle jsou malé až středně velké, mají válcovitý tvar. Rod zahrnuje asi 70 druhů, které se vyskytují na jihu Spojených států a v Mexiku. Rostou na ve velmi slunných skalnatých místech. Název pochází z řeckého slova "Echinos" (= ježek) a latinského "cereus" (= svíčka). Květy jsou obvykle velké a plody jsou jedlé.

## Fotogalerie

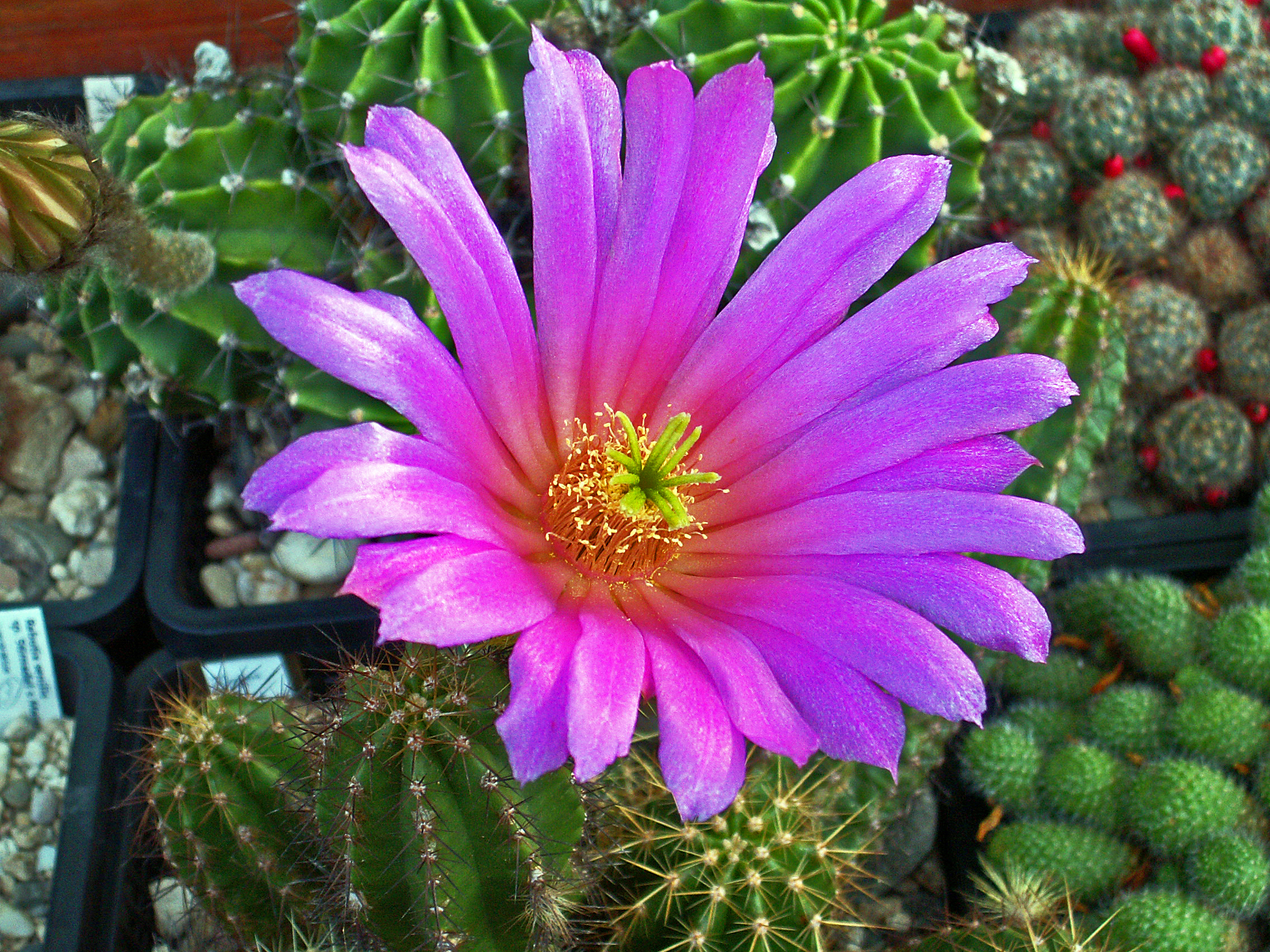
Echinocactus viereckii
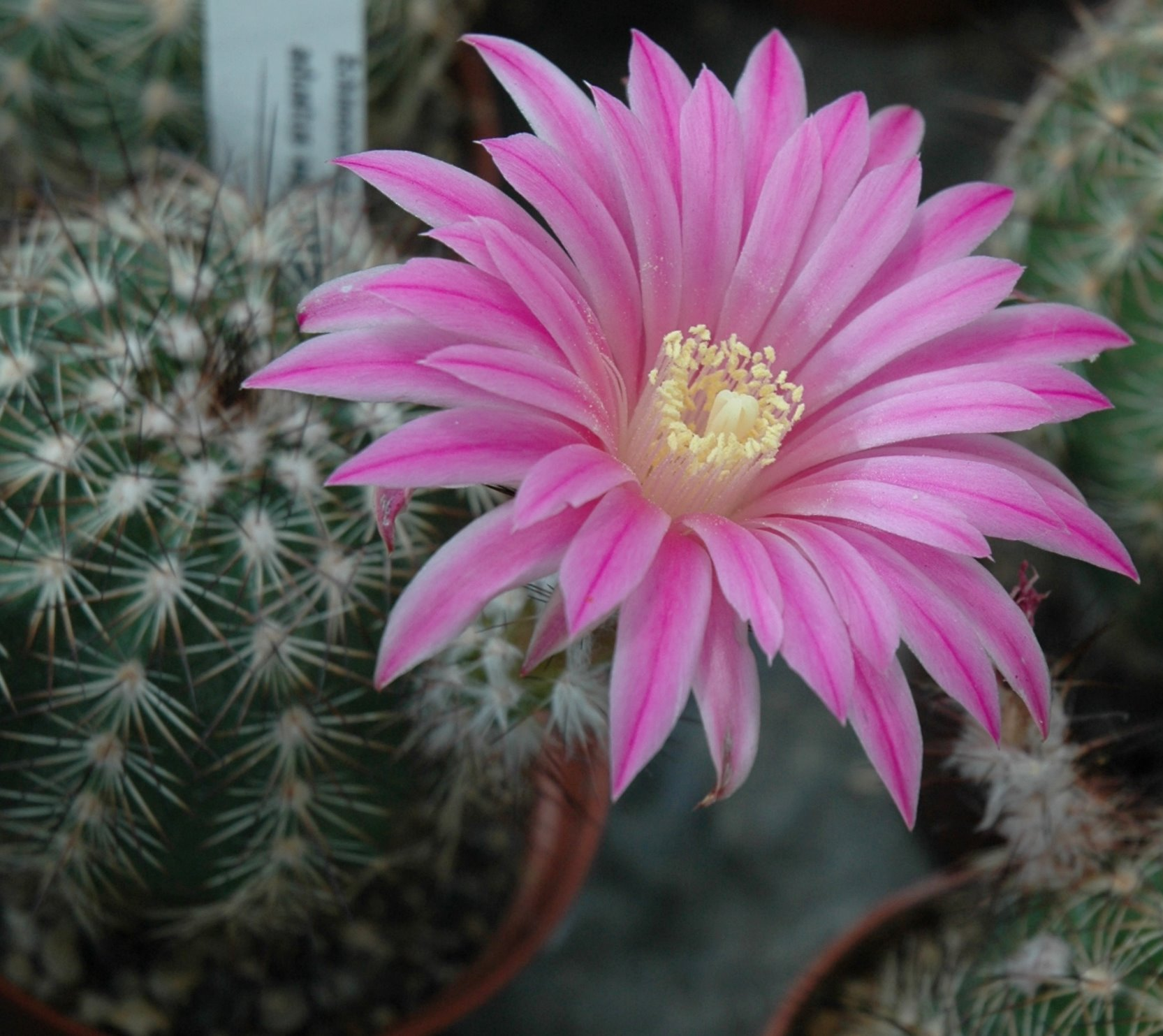
Echinocereus adustus
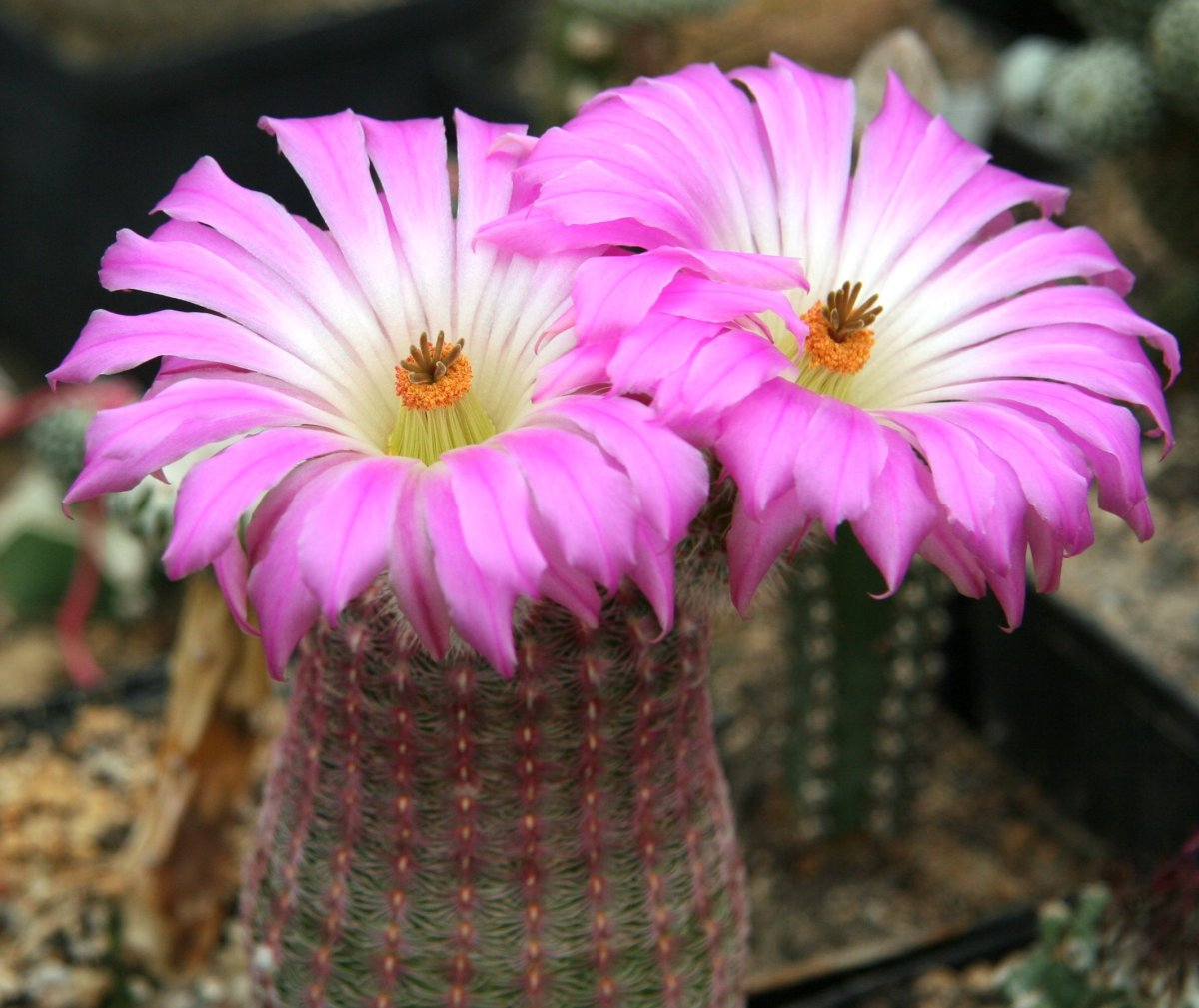
Echinocactus rigidissimus
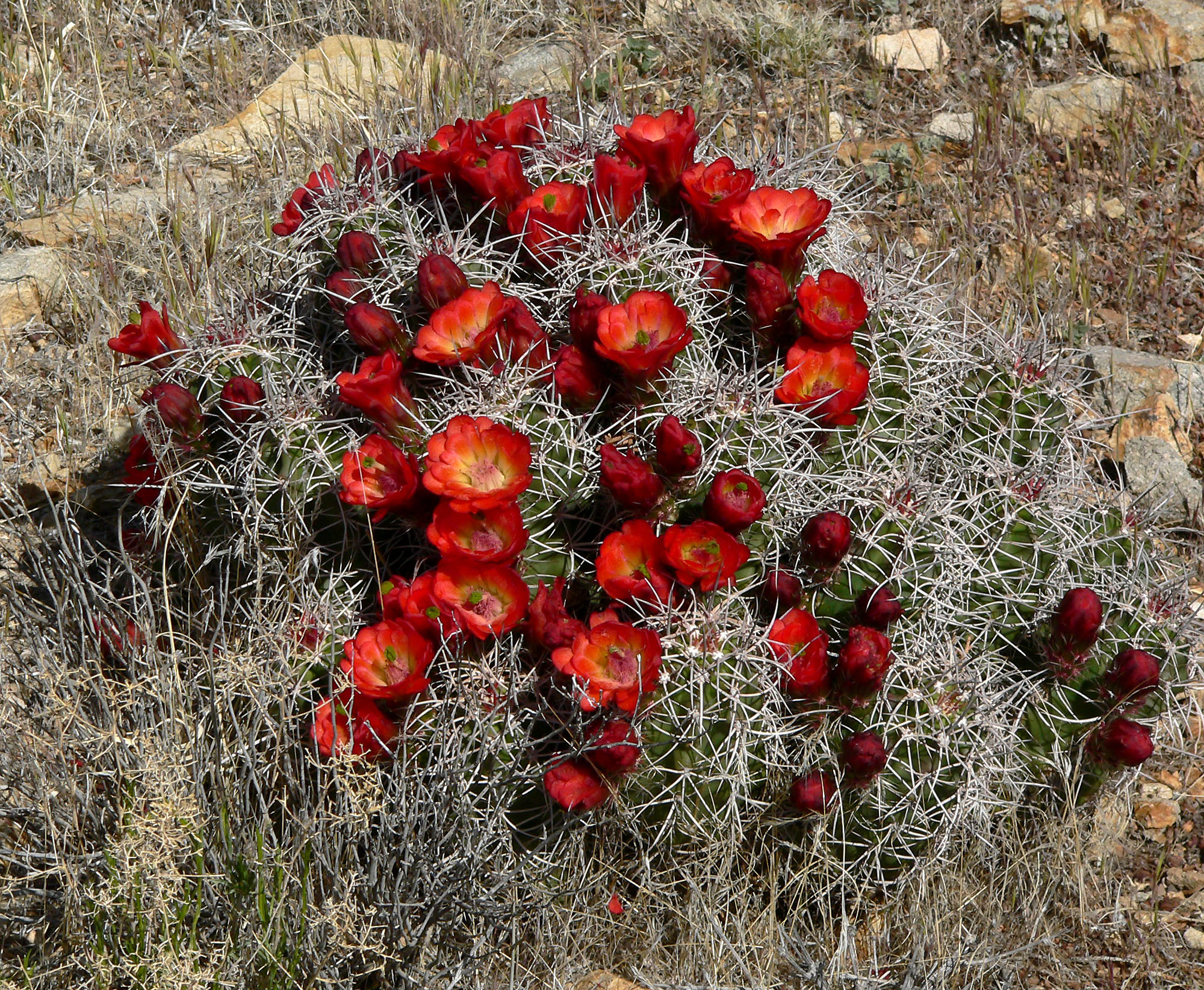
Echinocereus triglochidiatus
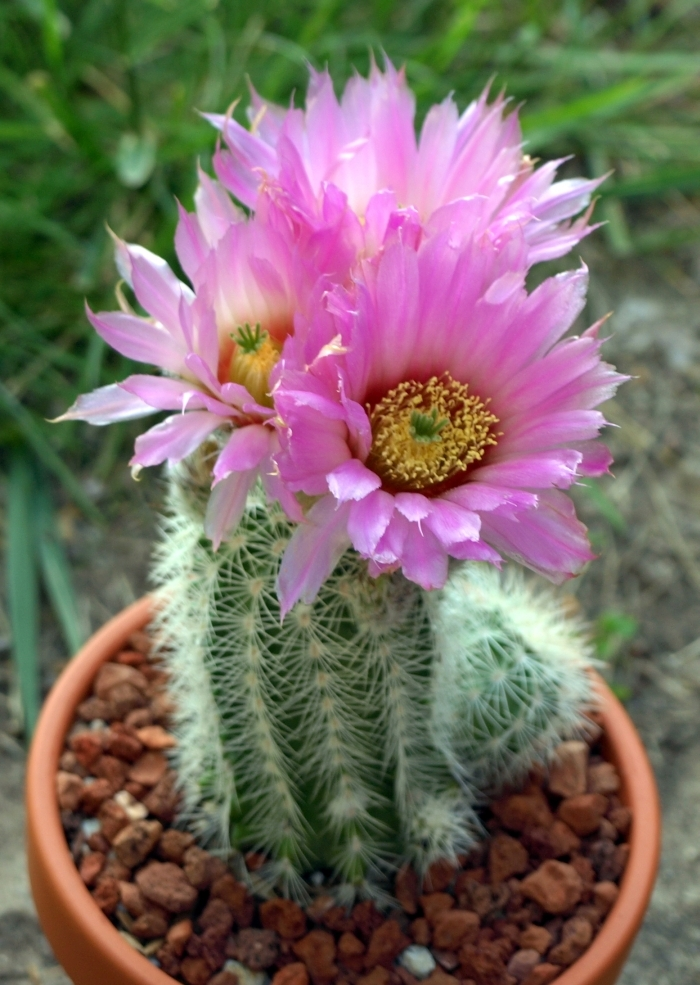
Echinocereus reichenbachii
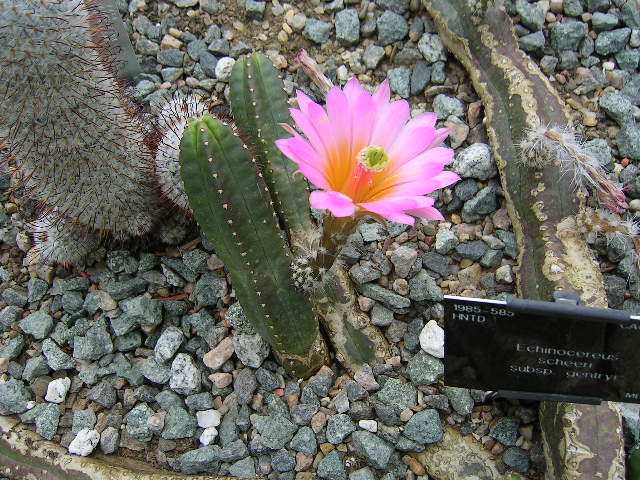
Echinocereus scheeri
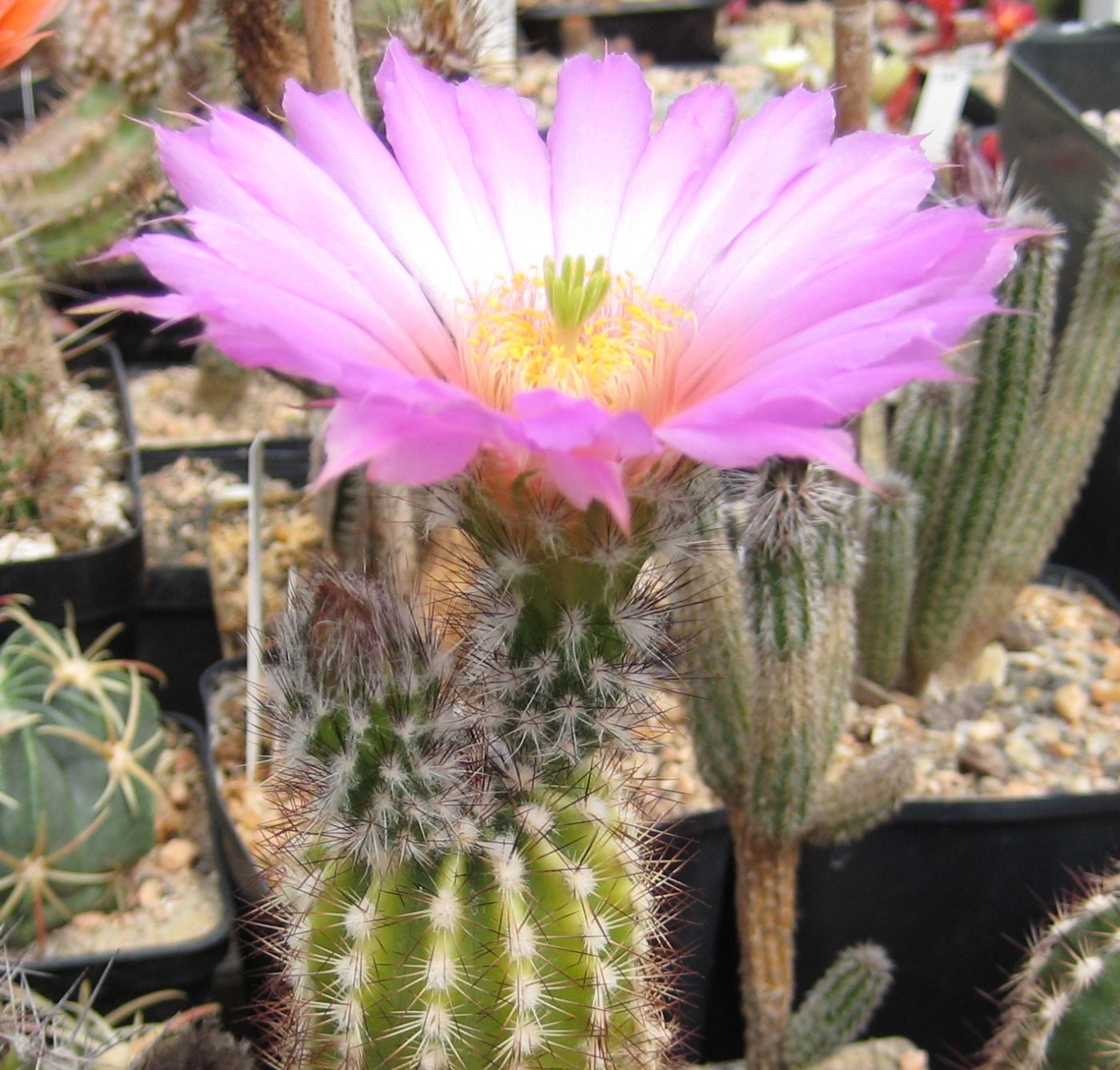
Echinocereus palmeri